# Vialovella
Vialovella es un género de foraminífero bentónico de la subfamilia Verneuilinoidinae, de la familia Verneuilinidae, de la superfamilia Verneuilinoidea, del suborden Verneuilinina y del orden Lituolida. Su especie tipo es Ataxophragmium oblongum. Su rango cronoestratigráfico abarca desde el Cenomaniense hasta el Campaniense (Cretácico superior).

## Discusión
Clasificaciones previas incluían Vialovella en el suborden Textulariina del orden Textulariida, o en el orden Lituolida sin diferenciar el suborden Verneuilinina.

## Clasificación
Vialovella incluye a las siguientes especies:
- Vialovella frankei †
- Vialovella oblongum †
- Vialovella praefrankei †